# Emmanuel Adamakis
Emmanuel Adamakis (en grec moderne : Εμμανουήλ Αδαμάκης), aussi connu selon son nom épiscopal comme Emmanuel de Chalcédoine, né le 19 décembre 1958 à Ágios Nikólaos en Crète, est un évêque et prélat religieux orthodoxe du Patriarcat œcuménique de Constantinople.
Il est métropolite orthodoxe de France du 20 janvier 2003 au 20 mars 2021. Il est aussi président de la Conférence des Églises européennes de 2009 à 2013 et président de l'Assemblée des évêques orthodoxes de France. 
Depuis son départ de Paris, il est métropolite de Chalcédoine auprès de Bartholomée de Constantinople.

## Biographie

### Jeunesse et études
Emmanuel Adamakis est né le 19 décembre 1958 à Ágios Nikólaos, en Crète. Après ses études à l'École normale d'Héraklion, il poursuit des études supérieures à la Faculté des lettres de l'Institut catholique de Paris et à l'Institut Saint-Serge. Il continue ses études d'histoire des religions à l'université Paris IV et à l'Institut supérieur d'études œcuméniques. Il est ordonné diacre et prêtre en 1985. Il poursuit ses études à l'Institut de théologie orthodoxe de la Sainte-Croix à Boston (Massachusetts) où il obtient une maîtrise en théologie en 1987.

### Vie ecclésiastique
Il est ensuite nommé vicaire général de la Métropole de Belgique tout en étant recteur de la paroisse des Archanges-Michel-et-Gabriel de Bruxelles. Il assure la direction du bureau de l'Église orthodoxe auprès de l'Union européenne, dès sa création en 1995. Le 5 septembre 1996 il est élu à l'unanimité évêque de l'évêché de Reggio et est nommé évêque auxiliaire du métropolite de Belgique.
Le 20 janvier 2003 il est élu à l'unanimité par le Saint-Synode du Patriarcat œcuménique, métropolite de France. Il lui est confié la représentation du Patriarcat dans le dialogue théologique avec les Églises orthodoxes orientales. Il conserve la direction de la représentation de l'Église orthodoxe auprès de l'UE et a la responsabilité du dialogue académique bilatéral avec l'islam et le judaïsme. Il est aussi président de la Conférence des Églises européennes entre 2009 et 2013.
En 2014, il publie un ouvrage conjoint avec Kurt Koch nommé L'Esprit de Jérusalem. Alors qu'il est métropolite orthodoxe de France, il est consulté par le Sénat français pour la rédaction de certaines lois touchant aux religions,. Il s'implique aussi dans l'émission Orthodoxie organisée par France Culture et intervient sur diverses émissions.
Le 20 mars 2021, il quitte son poste en tant que métropolite de France puis est nommé métropolite de Chalcédoine auprès de Bartholomée de Constantinople. Il est remplacé à la tête de la métropole de France par Dimítrios Ploumís,.

## Décorations
- Chevalier de la Légion d'honneur (2010)[8]
- Commandeur de l'ordre de l'Honneur (2011)[9].
- Ordre de l'Amitié du Kazakhstan (2019)[10],[11]
- Ordre du Mérite, 1re classe (Ukraine)
- Ordre du prince Iaroslav le Sage, 4e classe

## Distinctions
- Depuis 2017, il est co-modérateur et membre du comité exécutif de Religions for Peace, conférence mondiale de représentants des religions destinée à la promotion de la paix[12],[13].
- Président du conseil de direction de l'organisation Centre international Roi-Abdallah-ben-Abdelaziz pour le dialogue interreligieux et interculturel (de) (KAICIID) dont le siège est à Vienne, en Autriche[14], et à ce titre est reçu en Arabie saoudite, en février 2020, par le roi Salmane ben Abdelaziz Al Saoud[15].

## Ouvrages
- L'Esprit de Jérusalem, 2014, éditions du Cerf, Paris, co-écrit avec Kurt Koch
- Libres enfants de Dieu, 2025, éditions du Cerf, Paris.